# Kap Cestos
Koordinaten: 5° 26′ 1″ N, 9° 35′ 35″ W
Das Kap Cestos ist ein markanter Punkt an der westafrikanischen Küste am Atlantik, es liegt im River Cess County, an der Küste Liberias. Das Kap besteht aus einer kaum 3 Kilometer weit in den Ozean vorspringenden flachen, bewaldeten Halbinsel an der Mündung des Cestos River.

## Geschichte
Der erste Europäer, der das Kap Brazier erreichte, war 1458 der portugiesische Entdecker Diogo Gomes. Er bereiste im Auftrag Heinrichs des Seefahrers die afrikanische Westküste. Am Kap wurde die Stadt Cestos City, zunächst auch River Cess genannt, gegründet. Sie ist der Hauptort des River Cess County.